# Etiopski Komitet Olimpijski

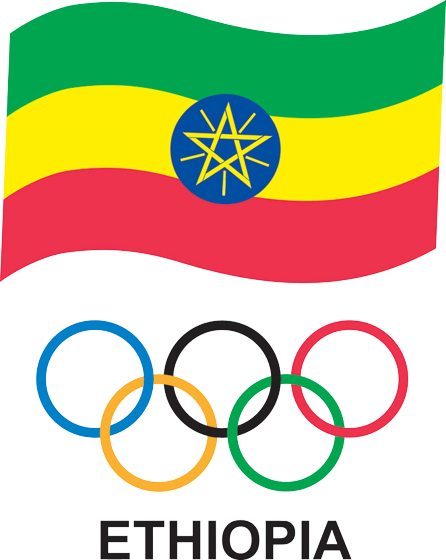
Logo Etiopskiego Komitetu Olimpijskiego

Etiopski Komitet Olimpijski – stowarzyszenie związków i organizacji sportowych z siedzibą w Addis Abebie. Zajmuje się przede wszystkim organizacją udziału reprezentantów Etiopii w igrzyskach olimpijskich. Została utworzona w 1948, ale oficjalnie uznana przez MKOI w 1954 roku.